# Chlidonoptera chopardi
Chlidonoptera chopardi es una especie de mantis de la familia Hymenopodidae.

## Distribución geográfica
Se encuentra en Costa de Marfil, Ghana y Guinea.